# Cool (Lied)
Cool (englisch etwa „kühl“, umgangssprachlich hier etwa „gelassen oder lässig“) ist ein Lied des deutschen DJs Felix Jaehn, in Kooperation mit dem US-amerikanischen R&B-Sänger Marc E. Bassy sowie dem ebenfalls aus den USA stammenden Rapper Gucci Mane. Das Stück ist die zehnte Singleauskopplung aus Jaehns Debütalbum I.

## Entstehung und Artwork
Geschrieben wurde das Lied gemeinsam von Radric Davis (Gucci Mane), Scott Harris, Felix Jaehn, Jonas Jeberg, Rick Markowitz und Micah Premnath. Die Produktion erfolgte durch Michael Geldreich, Jaehn und Jeberg. Geldreich und Jeahn zeichneten sich ebenfalls, in Zusammenarbeit mit dem dänischen Produzenten Anton Kühl, für die Programmierung zuständig. Das Mastering erfolgte unter der Leitung des österreichischen Tontechnikers Nikodem Milewski. Abgemischt wurde Cool durch den in Los Angeles lebenden Toningenieur Erik Madrid. Die Single wurde unter dem Musiklabel Virgin Records veröffentlicht, durch BMG Rights Management, Duende Songs, Mason Jar Moonshine Music Publishing, Radric Davis Publishing, Rebel One Publishing und Sony/ATV Music Publishing verlegt und durch Universal Music Publishing vertrieben.
Auf dem Cover der Maxi-Single ist – neben Künstlernamen und Liedtitel – ein pinker Streifen und Jaehns Gesicht zu sehen. Der pinke Streifen ist mittig angeordnet und zieht sich senkrecht vor einem weißen Hintergrund durch die Mitte des Coverbildes. Am unteren Ende ist ein weißes „I“ eingebettet, dies steht für Jaehns gleichnamiges Debütalbum. Jaehns Gesicht ist am linken unteren Rand zu sehen. Es handelt sich um das gleiche Porträt wie das, welches auf dem Debütalbum zu sehen ist. Der Unterschied besteht nur darin, dass es auf dem Album größer und mittig dargestellt ist. Das gleiche Artwork-Konzept findet sich nicht nur auf dem Cover des Debütalbums, sondern auch auf einigen weiteren Singleauskopplungen wieder. Die Fotografie von Jaehn stammt von Jens Koch.

## Veröffentlichung und Promotion
Die Erstveröffentlichung von Cool erfolgte als Einzeldownload am 9. Februar 2018. Im März 2018 nutzte der deutsche Privatsender ProSieben das Lied, um die neuen Folgen der Fernsehserie Lucifer zu bewerben. Das Lied untermalte hierzu einen Werbespot, womit es in sämtlichen Werbeunterbrechungen der ProSiebenSat.1 Media zu hören war.

## Inhalt
Der Liedtext zu Cool ist in englischer Sprache verfasst. Wörtlich ins Deutsche übersetzt bedeutet der Titel so viel wie „kühl“. Das Lied befasst sich jedoch mit der umgangssprachlichen Bedeutung „gelassen oder lässig“. Die Musik und der Text wurden gemeinsam von Radric Davis (Gucci Mane), Scott Harris, Felix Jaehn, Jonas Jeberg, Rick Markowitz und Micah Premnath geschrieben. Musikalisch bewegt sich das Lied im Bereich des House und des Raps. Das Tempo beträgt 95 Beats per minute. Inhaltlich erzählt Cool von einer Bekannt- beziehungsweise Freundschaft, die ihre besten Tage hinter sich hat. Der Grund liege darin, dass die eine Person sich auf einem Höhenflug zu Besserem berufen fühlt und den anderen links liegen lässt, weil er im Glauben sei, ihn nicht mehr nötig zu haben. Die Botschaft liege darin, dass es egal sei, wer du bist, wie du aussiehst oder was du trägst, solange du dabei authentisch seist. Sobald du dich verstellen würdest, versuchst jemand anders zu sein, seist du nicht mehr „cool“.
Das Stück besteht aus drei Strophen und einem Refrain. Es beginnt mit der ersten Strophe, auf die erstmals der Refrain folgt. Sowohl Strophe als auch Refrain werden von Marc E. Bassy interpretiert. Der gleiche Vorgang wiederholt sich mit der zweiten Strophe. Die dritte Strophe wird von Gucci Mane gerappt, ehe das Lied mit einem erneuten Refrain endet. Cool wird hauptsächlich durch Marc E. Bassy und Gucci Mane interpretiert. Jaehn ist lediglich als DJ beziehungsweise Instrumentalist zu hören. Neben Jaehn hört man ebenfalls Michael Geldreich (Keyboard), Gero Hensel (Trompete) und Peter Klohmann (Saxophon) an den weiteren Instrumenten.
| “And now you’re not who you used to be. I don’t know what you’re dying to prove. So hit me up when you’re over being cool. Your new friends will say anything. But if you wanna know the truth. Hit me up when you’re over being cool.” – Refrain, Originalauszug | „Und jetzt bist du nicht mehr der der du warst. Ich weiß nicht, was du zu beweisen versuchst. Also suche mich auf, wenn du wieder gelassen bist. Deine neuen Freunde werden etwas sagen. Aber wenn du die Wahrheit erfahren möchtest. Suche mich auf, wenn du wieder gelassen bist.“ – Refrain, Übersetzung |

## Musikvideo
Das Musikvideo zu Cool wurde Mitte Januar 2018 in Los Angeles gedreht und am feierte am 9. Februar 2018 auf YouTube seine Premiere. Vor dem Beginn des eigentlichen Liedes ist im Musikvideo ein Intro von Jaehn zu hören, welches nicht auf dem Album oder der Single zu finden ist. Dieses beinhaltet eine kurze Meinungsäußerung von Jaehn, die inhaltlich zur Thematik zu Cool passt. Er tätigt dabei folgende Aussage: „It’s so important to be authentic and just be true to yourself. It doesn’t matter who you are, how you look, or what clothes you wear, as long as you are authentic. The moment you are acting, and trying to be somebody else, is when you really aren’t cool.“ (englisch etwa „Es ist so wichtig authentisch und einfach mal selbst zu sein; sich treu zu bleiben. Es ist egal, wer du bist, wie du aussiehst oder was für Klamotten du trägst, solange du dabei authentisch bist. Sobald du dich verstellst, versuchst jemand anders zu sein, bist du nicht mehr cool.“). Das Musikvideo selbst zeigt hauptsächlich Marc E. Bassy und Felix Jaehn, die zusammen mit ihren Freunden in und außerhalb eines typischen US-amerikanischen Vorstadthauses abhängen. Zwischendurch sind immer wieder junge sportlich aktive Menschen, die in einer Art Homevideo gefilmt wurden, zu sehen. Um seine Authentizität zu stärken, rasiert sich Jaehn zu Beginn des Videos selbst die Haare ab. Eigentlich war ein Schauspieler für diese Szene eingeplant, doch nach einem Gespräch mit dem Regisseur traf Jaehn die Entscheidung, dass er das selbst machen wolle. Gucci Mane taucht nicht im Video auf. Die Gesamtlänge des Videos beträgt 3:44 Minuten. Regie führte Drew Kirsch. Bis Juli 2023 zählte das Musikvideo über 6,3 Millionen Aufrufe bei YouTube.

## Mitwirkende
| Liedproduktion - Marc E. Bassy: Gesang, Rap - Radric Davis (Gucci Mane): Komponist, Liedtexter, Rap - Michael Geldreich: Keyboard, Musikproduzent, Programmierung - Scott Harris: Komponist, Liedtexter - Gero Hensel: Trompete - Felix Jaehn: DJ, Komponist, Liedtexter, Musikproduzent, Programmierung - Jonas Jeberg: Komponist, Liedtexter, Musikproduzent - Peter Klohmann: Saxophon - Anton Kühl: Programmierung - Erik Madrid: Abmischung - Rick Markowitz: Komponist, Liedtexter - Nikodem Milewski: Mastering - Micah Premnath: Komponist, Liedtexter Unternehmen - BMG Rights Management: Verlag - Duende Songs: Verlag - Happy Place: Filmproduzent (Musikvideo) - Mason Jar Moonshine Music Publishing: Verlag - Radric Davis Publishing: Verlag - Rebel One Publishing: Verlag - Sony/ATV Music Publishing: Verlag - Universal Music Publishing: Vertrieb - Virgin Records: Musiklabel | Artwork - Jens Koch: Fotograf (Cover) Musikvideo - Sidiq Abawi: Stylist - Alisha Baijounas: Schminke - Stefanie Fuge: Stylist - Aunny Grace: Artdirector - Drew Kirsch: Regisseur - Kenn Law: Stylist - Peter Mosiman: Kameramann - Matt Pfeffer: Filmproduzent - Tara Razavi: Filmproduzent - Emily Sanders: Director’s Rep |

## Rezensionen
Felix Heinecker vom deutschsprachigen E-Zine Plattentests.de bewertete Jaehns Debütalbum I mit vier von zehn Punkten und hob dabei Cool als eines von fünf „Highlights“ des Albums hervor. Die Kompetenz auf diesem Feld könne man Jaehn keinesfalls abstreiten. Das Gespür für Melodie sei da, ebenso für den Rhythmus zum Mitwippen. Gerade wenn Soul in die Mischung einfällt wie in Cool.
Tim Tabens von der deutschsprachigen Webpräsenz dance-charts.de beschrieb Cool als groovige EDM-Pop-Nummer, welche den Menschen mit Sicherheit ein Lächeln ins Gesicht zaubere. Der Track habe den typischen „Gute-Laune-Soud“ inne, für den Jaehn bekannt sei. Der Aufbau des Stückes sei sehr dezent gehalten. Stimmtechnisch habe die Nummer „relativ“ viel zu bieten. Cool sei eine solide Singleauskopplung aus seinem ersten Longplayer.

## Kommerzieller Erfolg

### Chartplatzierungen
Cool erreichte in Deutschland Position 39 der Singlecharts und konnte sich insgesamt 18 Wochen in den Charts platzieren. In den deutschen Airplaycharts erreichte die Single für eine Woche die Spitzenposition. Des Weiteren platzierte sich die Single bislang vier Wochen in den deutschen Dancecharts und erreichte mit Position neun seine höchste Notierung. In Österreich erreichte die Single in 14 Chartwochen Position 27 der Charts. In den Vereinigten Staaten verfehlte die Single einen Charteinstieg in die Billboard Hot 100, konnte sich aber auf Position 34 der US Hot Dance/Electronic Songs platzieren. Weitere Charterfolge außerhalb der deutschsprachigen Länder feierte Cool unter anderem in den polnischen Airplaycharts, wo sich die Single bisher auf Position 56 platzieren konnte.
Für Jaehn als Interpret ist dies, inklusive des Charterfolgs mit seinem Musikprojekt Eff, der elfte Charterfolg in Deutschland, sowie sein zehnter in Österreich. Als Musikproduzent ist dies sein zehnter Charterfolg in Deutschland sowie sein neunter in Österreich. In seiner Autorentätigkeit ist Cool Jaehns neunter Charterfolg in Deutschland sowie der achte in Österreich.
Jedberg erreichte als Autor oder Produzent hiermit zum elften Mal die deutschen Charts und zum siebten Mal die Singlecharts in Österreich. Für Harris ist Cool jeweils der fünfte Charterfolg in Deutschland und Österreich. Gucci Mane erreichte hiermit sowohl als Autor als auch als Interpret zum dritten Mal nach Black Beatles und Fetish die deutschen und österreichischen Charts. Bassy erreichte als Solokünstler nach You & Me zum zweiten Mal die Charts in Deutschland, in Österreich ist Cool sein erster Soloerfolg. Die beiden Autoren Markowitz und Premnath erreichten jeweils zum ersten Mal die Charts in beiden Ländern.
| ChartsChartplatzierungen | Höchstplatzierung | Wochen |
| ------------------------ | ----------------- | ------ |
| Deutschland (GfK)        | 39 (18 Wo.)       | 18     |
| Österreich (Ö3)          | 27 (14 Wo.)       | 14     |

### Auszeichnungen für Musikverkäufe
Cool wurde vier Jahre nach seiner Erstveröffentlichung mit einer Goldenen Schallplatte für über 200.000 verkaufte Einheiten in Deutschland ausgezeichnet. Im Juni 2023 folgte Goldstatus in Österreich für 15.000 verkaufte Einheiten.
| Land/Region        | Auszeichnungen für Musikverkäufe (Land/Region, Auszeichnung, Verkäufe) | Verkäufe |
| ------------------ | ---------------------------------------------------------------------- | -------- |
| Deutschland (BVMI) | Gold                                                                   | 200.000  |
| Österreich (IFPI)  | Gold                                                                   | 15.000   |
| Insgesamt          | 2× Gold ·                                                              | 215.000  |